# Aboriginal Protection Board
In Australien gab es die sogenannten Aboriginal Protection Boards (Vorstände), neben den Chief Protector of Aboriginal als Einzelpersonen, die weitreichende Rechte über das Leben, den Aufenthaltsort, die Arbeit, das Privatleben und weitere Lebensbereiche der Aborigines ausübten. Die Boards hatten die letztendliche Kontrolle über das gesamte Leben der Aborigines. Es gab diese Organisationen in australischen Kolonien und Bundesstaaten. Sie waren verantwortlich für Gesetze für verschiedene Half-casts (Mischlinge von Weißen und Schwarzen) und sie konnten auf Basis dieser Regelung Aborigines-Kinder ihren Eltern wegnehmen und entweder in Heimen oder bei Weißen unterbringen. Dieses Unrecht ging mit dem Begriff der Gestohlenen Generation in die Geschichte Australiens ein.
Diese Boards hatten auch die Funktion ökonomischen Druck auf die Aborigines, dass sie einer Arbeit nachgehen sollten, und damit diesen auch auf andere abhängig Beschäftigten auszuüben.

## Kolonien und Bundesstaaten

### Victoria
Der Aboriginal Protection Board von Victoria, erließ den Aboriginal Protection Act von 1869, der in Central Board Appointed to Watch Over the Interests of the Aborigines umbenannt wurde. und in der damaligen Kolonie Victoria als Gesetz erlassen wurde, der das Leben der Aborigines in Victoria umfassend bestimmte. Der Board übte eine außerordentlich umfassende Kontrolle über die Aborigines hinsichtlich ihres Wohnortes, ihrer Arbeit, Heirat, ihres sozialen Leben und weiteren Aspekten ihres Lebens aus.

### Queensland
Der Aboriginals Protection and Restriction of the Sale of Opium Act 1897 in Queensland wurde erlassen, um den Handel mit Opium, den die Chinesen in Queensland mit den Aborigines betrieben, einzudämmen. Der 1897 erlassene Act wurde durch die Amendment Acts 1899, 1901, 1928, 1934, 1939 und 1946 erweitert. Obwohl der Act als eine fürsorgende Maßnahme erscheint, schränkte er die Rechte in Wirklichkeit weit mehr ein als die Vorsorge vor einem Missbrauch von Rauschmitteln.
Der Act von 1897 gab die Möglichkeit zivile Personen, Polizei und Missionare zu sogenannten Aboriginal Protectors zu ernennen. Diese hatten das Recht zu bestimmen, wohin sich die Aborigines bewegen durften.
Des Weiteren hatte die Legislative das Recht die Aborigines am Arbeitsplatz zu kontrollieren. Die Wirkung dieser Maßnahmen hatte nicht nur eine menschenrechtliche Seite, sondern auch eine ökonomische. Die Maßnahmen werden auch als Absonderung von unproduktiven, kranken und problematischen Aborigines von den effektiv arbeitenden Aborigines, die in der europäischen Industrie und in anderen Wirtschaftsbereichen eingesetzt wurden, eingeschätzt. Es entstand ferner eine Beschäftigungsreserve, die gegen die Aborigines und andere Arbeiter, die Arbeitsverträge hatten, eingesetzt werden konnte.

### New South Wales
Der Aborigines Protection Board von New South Wales wurde 1883 eingerichtet und errang durch den Aborigines Protection Act (1909) die Befugnis für weitreichende Eingriffe in das Leben der Aborigines, einschließlich eines Entfernens der Aborigines-Kinder von ihren Eltern. Diese Organisation wurde 1940 in den Aborigines Welfare Board umbenannt und erließ den Aborigines Protection (Amendment) Act (1940). Der Aborigines Welfare Board wurde erst im Jahre 1969 entsprechend dem Aborigines Act of New South Wales (1969) aufgehoben.

### Western Australia
Der Western Australian Aborigines Protection Board hatte zwischen dem 1. Januar 1886 und 1. April 1898 in seinen Statuten festgeschrieben:
- An Act to provide for the better protection and management of the Aboriginal natives of Western Australia, and to amend the law relating to certain contracts with such Aboriginal natives (Statut 25/1886);
- An Act to provide certain matters connected with the Aborigines (Statute 24/1889).[4][5]

### South Australia, Northern Territory, Tasmanien
South Australia und das Northern Territory hatten nach 1901 keinen Vorstand, sondern eine Einzelperson als Part-Time Chief Protector of Aborigines. In Tasmanien gab es keinerlei diesbezügliche Einrichtung, da die Tasmanier als Völker nicht mehr existent waren.